# Cetopsis

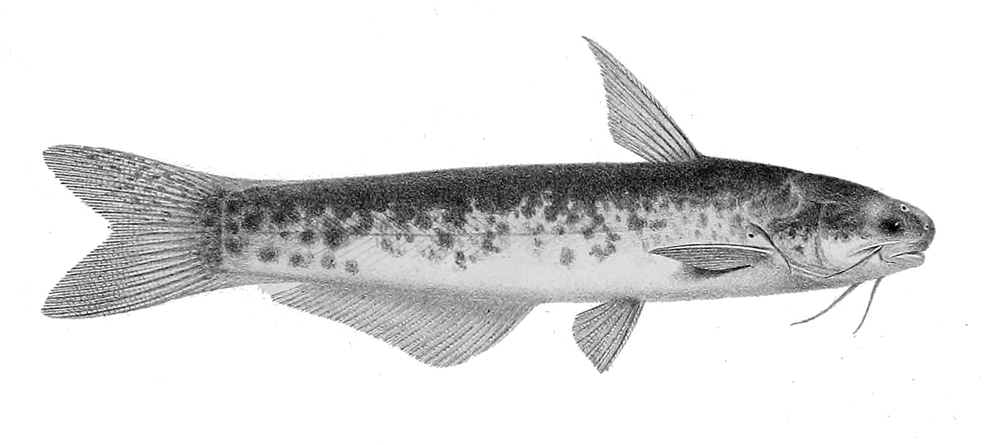
Cetopsis plumbea.

Cetopsis es un género de peces de agua dulce de la familia Cetopsidae en el orden Siluriformes. Sus 21 especies habitan en aguas cálidas de América del Sur. Las mayores especies alcanzan una longitud total de menos de 30 cm.

## Distribución
Este género se encuentra en los principales ríos de agua dulce de América del Sur, incluyendo el Amazonas, el Atrato, Madeira, Magdalena, Orinoco, Tocantins, y otros en Colombia, Venezuela, Brasil, Ecuador, Perú, Bolivia, Paraguay, y el norte de la Argentina.

## Especies

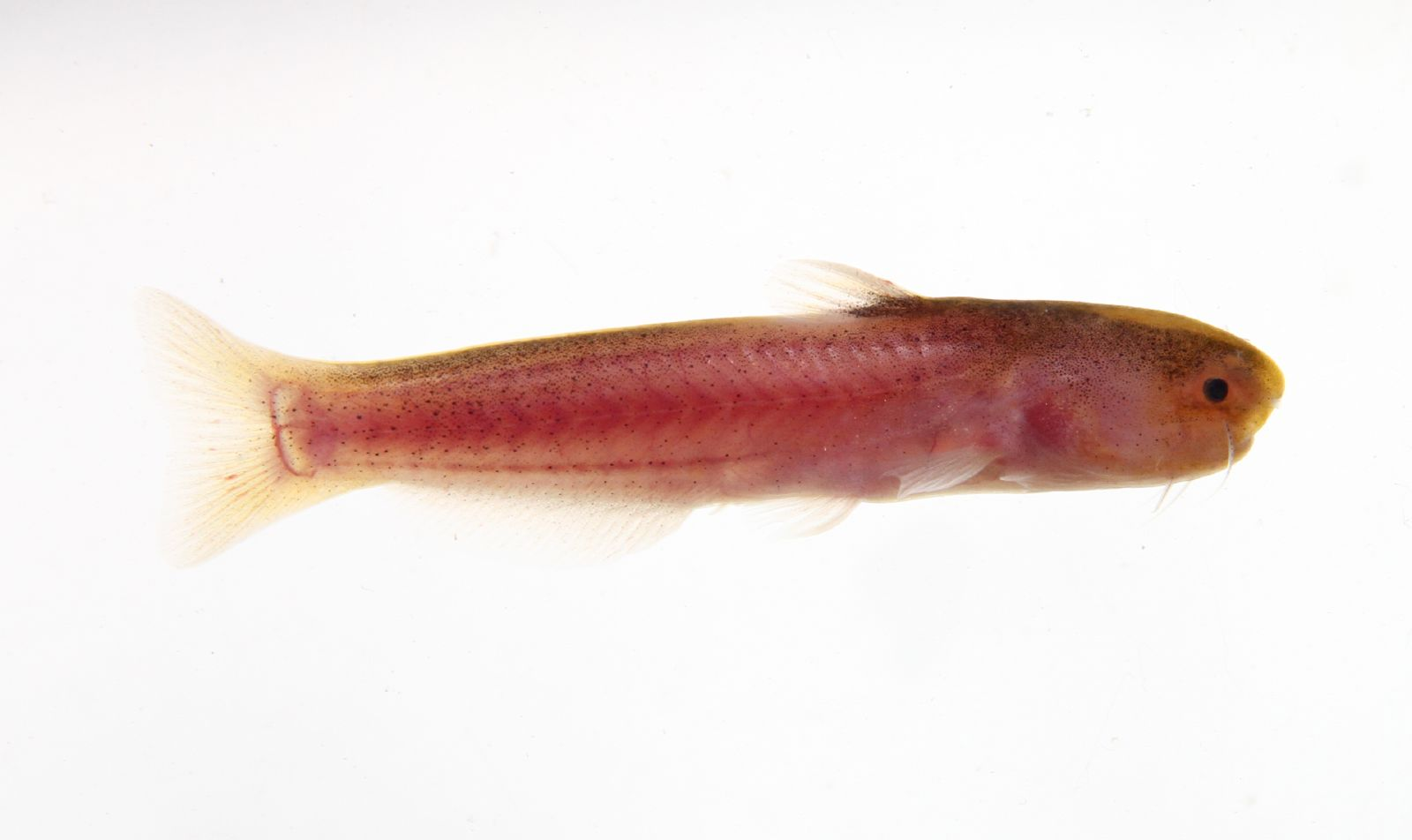
Cetopsis sp.

Este género se subdivide en 21 especies:
- Cetopsis amphiloxa (C. H. Eigenmann, 1914)
- Cetopsis arcana Vari, Ferraris & de Pinna, 2005
- Cetopsis baudoensis (Dahl, 1960)
- Cetopsis caiapo Vari, Ferraris & de Pinna, 2005
- Cetopsis candiru Spix & Agassiz, 1829
- Cetopsis coecutiens (M. H. C. Lichtenstein, 1819)
- Cetopsis fimbriata Vari, Ferraris & de Pinna, 2005
- Cetopsis gobioides Kner, 1858
- Cetopsis jurubidae (Fowler, 1944)
- Cetopsis montana Vari, Ferraris & de Pinna, 2005
- Cetopsis motatanensis (L. P. Schultz, 1944)
- Cetopsis oliveirai (Lundberg & Rapp Py-Daniel, 1994)
- Cetopsis orinoco (L. P. Schultz, 1944)
- Cetopsis othonops (C. H. Eigenmann, 1912)
- Cetopsis parma J. C. de Oliveira, Vari & Ferraris, 2001
- Cetopsis pearsoni Vari, Ferraris & de Pinna, 2005
- Cetopsis plumbea Steindachner, 1882
- Cetopsis sandrae Vari, Ferraris & de Pinna, 2005
- Cetopsis sarcodes Vari, Ferraris & de Pinna, 2005
- Cetopsis starnesi Vari, Ferraris & de Pinna, 2005
- Cetopsis umbrosa Vari, Ferraris & de Pinna, 2005